# 羅玄
羅玄（ナ・ヒョン、나현、1995年1月30日 - ）は、韓国の囲碁棋士。梁宰豪九段門下、韓国棋院所属、九段。バッカス杯天元戦優勝、テレビ囲碁アジア選手権戦優勝、三星火災杯世界囲碁マスターズベスト4など。

## 経歴
5歳の時に囲碁教室で囲碁を学ぶ。その後李廷玉に付いて学び、1年後に韓国棋院主催の囲碁発展研究会の幼児組に優勝。小学2年の時に、李昌鎬杯小学生大会で準優勝。沖岩高等学校に入学。2004年に大生杯少年国手戦準優勝、利鵬杯3位、囲碁発展研究会の最強組優勝。2005年に世界青少年囲碁選手権大会少年組2位、2006年優勝。
韓国棋院院生だった2010年1月にBCカード杯世界囲碁選手権で予選を勝抜いて本戦出場（1回戦で井山裕太に敗退）。同年5月初段。2011年三星火災杯で孔傑らを破ってベスト4に進むが、準決勝で古力に敗れる。同年名人戦ベスト8、37勝19敗の成績で勝数20位。2012年BCカード杯ベスト32、2012年LG杯ベスト8、十段戦ベスト8。2013年三段、アジアインドア・マーシャルアーツゲームズ男子団体戦金メダル、ペア碁銀メダル。2014年四段、メジオン杯オープン新人王戦ベスト4。
2014年物価情報杯優勝。2015年バッカス杯天元戦で優勝し、六段昇段。2017年KBS杯準優勝し、これにより八段昇段、テレビ囲碁アジア選手権戦で、李軒豪、一力遼、李世乭を破って優勝。同年九段。
韓国棋士ランキングでは2011年から2013年末で15位、2014年7位。韓国囲碁リーグは2011年から出場。2012年から中国囲棋乙級リーグ、2013年から甲級リーグ出場。

### タイトル歴
- テレビ囲碁アジア選手権戦 2017年
- 物価情報杯プロ棋戦 2014年
- バッカス杯天元戦 2015年

### 他の棋歴
国際棋戦
- 三星火災杯世界オープン戦 ベスト4 2011年（×朴永訓、○金東昊、○坂井秀至、○彭立尭、○孔傑、0-2古力）
- LG杯世界棋王戦 2012年ベスト8（○党毅飛、○江維傑、×時越）
- グロービス杯世界囲碁U-20 準優勝 2015年
- テレビ囲碁アジア選手権戦 準優勝 2018年
- アジアインドア・マーシャルアーツゲームズ 2013年男子団体戦優勝、男女ペア戦準優勝（崔精とペア）
- 招商地産杯中韓囲棋団体対抗戦
  - 2014年 2-0（○陳耀燁、○范廷鈺）
- 中韓天元対抗戦 2015年 0-2 陳耀燁
- KB国民銀行杯韓中リーグ優勝対抗戦 2018年（浦項ポスコケムテク）2-0

国内棋戦等
- KBS杯バドゥク王戦 2017年準優勝
- JTBCチャレンジマッチ 準優勝 2018年(第6回)
- クラウン・ヘテ杯 準優勝 2019年
- 韓国囲碁リーグ
  - 2011年（嶺南日報）7-5
  - 2012年（ロッテ損害保険）8-8
  - 2013年（ポスコケムテク）8-6
  - 2014年（正官庄）5-9
  - 2015年（ポスコケムテク）
  - 2016年（ポスコケムテク）12-2
  - 2017年（ポスコケムテク）9-5
  - 2018年（ポスコケムテク）11-3
- 中国囲棋甲級リーグ戦
  - 2012年乙級（大連上方）3-4
  - 2013年（蘇泊爾杭州）5-6
  - 2014年（中国移動上海）5-2
  - 2015年（中国移動上海）5-9
  - 2016年乙級（上海度勢体育）
  - 2017年乙級（拉薩棋院）6-2
  - 2018年（山東景芝酒業）0-4
  - 2019年乙級（雲南）7-1